# Philippe Aubert de la Rüe
Philippe Aubert de la Rüe, Philippe Charles Alexandre Aubert de la Rüe, Philippe Aubert de la Rue (ur. 31 lipca 1911 w Crassier w kantonie Genewy, Szwajcaria, zm. 7 lutego 1993 w Bad Krozingen) – szwajcarski dyplomata i urzędnik konsularny.
Studiował na Wolnym Uniwersytecie w Berlinie (1932-1933), Instytucie Nauk Politycznych w Paryżu (1933-1936), Uniwersytecie Zuryskim (1937-1939). Przeszedł do szwajcarskiej służby zagranicznej, w której pełnił szereg funkcji, m.in. urzędnika w Federalnym Departamencie Politycznym, ówczesnym MSZ (1939-1946), attaché/prawnika w ambasadzie w Warszawie (1946-1947), kierownika konsulatu w Gdańsku (1947), prawnika w MSZ (1947-1948), prawnika/wicekonsula/sekretarza w konsulacie we Frankfurcie nad Menem (1948-1950), sekretarza w ambasadzie w Bonn (1950-1951) i urzędnika MSZ (1951-1952).